# Tepehuanes del sur
Los O'dam, conocidos también como Tepehuanes o Tepehuanos del sur o Tepeguanos del sur, son un grupo etnolingüístico que habita porciones de la Sierra Madre Occidental, en los estados mexicanos de Durango, Nayarit, Zacatecas y Jalisco, siendo el primero el que cuenta con un mayor número de ellos. 
El nombre tepehuanes o tepeguanes (como se les conocía en la época colonial) es de origen náhuatl y fue impuesto tanto por los hablantes de dicha lengua como por los españoles en el siglo XVI. La lengua de los tepehuanes del sur, el o'dam y el audam, perte
ecen a la rama tepimana de la familia lingïística yutoazteca.
Es muy importante señalar que si bien los tepehuanes del sur guardan una relación histórica y lingüística con los tepehuanes del norte (Ódami) que habitan el sur de Chihuahua, hoy en día se trata de dos grupos claramente diferenciados con cultura y lengua distintas.

## Datos geográficos y demográficos
Los tepehuanes del sur habitan en los municipios de Mezquital y Pueblo Nuevo en el estado de Durango, y en el municipio de Huajicori en Nayarit. El río Mezquital-San Pedro divide la zona conformando dos áreas en las que los tepehuanes hablan una variante lingüística distinta, misma que sirve como nombre propio del grupo, ya que el nombre “tepehuán” o “tepehuanes” vocablo de origen náhuatl, les fue impuesto por otros indígenas y por los españoles en la época colonial. 
En el lado oriental del río encontramos a los hablantes de o’dam; en el lado occidental a los hablantes de audam. Los primeros en las comunidades de Santa María de Ocotán y Xoconostle, San Francisco de Ocotán y Santiago Teneraca, en el municipio de Mezquital, Durango. Los audam en Santa María Magdalena Taxicaringa en el mismo municipio; San Bernardino Milpillas Chico y San Francisco de Lajas en Pueblo Nuevo, Durango; mientras que en el municipio de Huajicori, Nayarit, se localiza la comunidad de San Andrés Milpillas Grande.
Entonces, la lengua de este grupo es el tepehuano del sur que cuenta con dos variantes lingüísticas, o’dam (o tepehuán del sureste) y audam (o tepehuán del suroeste).
El Censo de Población y Vivienda, INEGI, 2005, reporta un total de 21 720 hablantes de "tepehuán de Durango" (distinto al de Chihuahua) mayores de 5 años, de los cuales 17 499 también hablan español.

## Indumentaria
La mayoría de los hombres visten, hoy en día, pantalón de mezclilla, camisa y sombrero vaquero y huaraches. La ropa tradicional, usada por algunos hombres y por la mayoría de las mujeres, es muy sencilla en el caso de los primeros y muy colorida en el de las segundas. 
La indumentaria masculina se compone de una camisa y un calzón de manta, llamados kutum y sawirax, respectivamente. En la mayoría de las comunidades, estas prendas se usan con un simple decorado de un hilo colorido usado para coser las bastillas y los pliegues, aunque en lugares como San Francisco de Ocotán, se acostumbra hilvanar en los pantalones, varios cintillos tejidos multicolor, desde la bastilla hasta la rodilla. 
El sombrero tradicional es soyate tejido con forma circular. Se conoce como bonám y también hay algunas variaciones en las distintas comunidades. Al igual que el vestido tradicional, muy poca gente usa hoy en día los huaraches cuero y tres hoyos, súsak, aunque en algunas comunidades su uso es obligatorio en ceremonias como el mitote.
El vestido de las mujeres se compone de tres piezas principales: una falda o ipur, una blusa de manga larga y un delantal a la cintura. Las telas satinadas son muy gustadas y se decoran con encajes y listones de colores. El uso calcetas largas de colores brillantes es muy generalizado, asó como el de zapatos de plástico. El atuendo se enriquece con largos collares peinetas y aretes de chaquira u otras cuentas. Hombres y mujeres usan morrales para complementar su atuendo (Reyes, CDI, 2006: 7-8).

## Tradiciones y religión
La muerte y los muertos entre la cultura tienen un significado relevante en todo momento. Los parientes son dañados por sus difuntos cuando no cumplen con las normas religiosas.
Cuando alguien muere los dedos son cortados simbólicamente del difunto colocándose un hilo negro en el cuello y no lo ven cuando lo depositan en la fosa. Pasado un año, y luego al siguiente se debe "correr el alma" del muerto para que deje de molestar a los vivos. En la corrida del alma, los familiares reunidos escuchan como el más’am llama al muerto para que coma con sus parientes una ofrenda con los alimentos de su preferencia y luego lo conmina a que se vaya para siempre.
Durante el día de muertos las campanas permanecen a repique las veinticuatro horas: al atardecer se lleva una ofrenda de comida diminuta tanto para niños como para adultos, y por la noche se pasan a la iglesia donde permanecen velándolos.
Hay dos grupos de tepehuanos, los que aquí se mencionan son los del sur, los del norte se encuentran en el estado de Chihuahua.